# Pašman
Pašman (italijanski: Pasman ili Pasmano) je ostrvo u Jadranskom moru u Hrvatskoj, koje administrativno podpada pod Zadarsku županiju.

## Geografske karakteristike
Pašman je jedno od većih ostrva zadarskog arhipelaga koji je 2011. imalo 2.844 stanovnika.
Ostrvo je obraslo makijom i borovim šumarcima. Stanovnici se bave ratarstvom (žito, povrće), ovčarstvom, maslinarstvom, vinogradarstvom, ribarstvom i turizmom. Naselja leže na obali okrenutoj kopnu, koja je niža, tu su administrativni centar sedište opšine Tkon (753 stanovnika).